# ГЕС Братсберг
ГЕС Братсберг – гідроелектростанція у центральній частині Норвегії, за кілька кілометрів від південної околиці Тронгейма. Знаходячись після ГЕС Недре-Неа, входить до складу гідровузла, який використовує ресурс із річки Неа (у нижній течії – Нідельва), котра бере свій початок у Швеції та впадає до Тронгеймс-фіорду. 

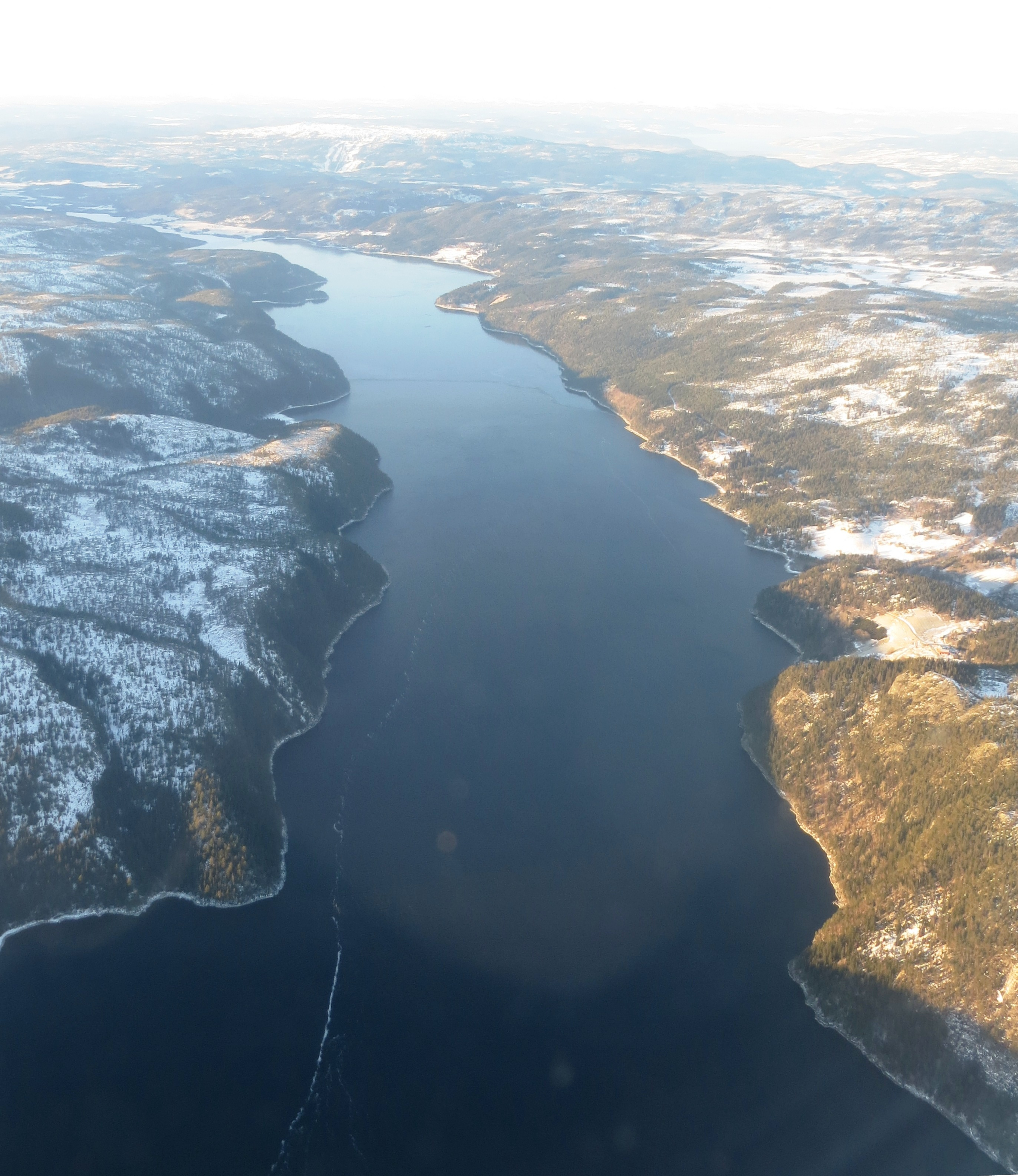
Водосховище Сельбусьйо

Ресурс для роботи станції відбирають із великого сховища Сельбусьйо (Selbusjøen, Selbusjø), яке має площу поверхні 60,6 км2 та припустиме коливання рівня поверхні між позначками 155 та 161 метр НРМ. У 1940-му тут запустили ГЕС Svean (27 МВт), схема якої передбачала забір ресурсу з Сельбусьйо та його подачу через правобережний гірський масив до розташованого нижче по течії Неа-Ніделв машинного залу (при цьому дериваційний тунель обходив споруджену у 1925-му ГЕС Lokaunet з потужністю 9 МВт, яка отримувала ресурс пізніше від Svean, а повертала його в річку раніше). В наступні два десятиліття нижче по течії з’явились ГЕС Fjaeremsfossen (18 МВт), ГЕС Øvre Leirfoss (18 МВт) та ГЕС Nedre Leirfoss (12 МВт). 
У 1970-х вирішили створити більш масштабну дериваційну схему на основі ресурсу Сельбусьйо – її підвідний та відвідний тунелі мали загальну довжину 16 км (при перетині у 60 м2). При цьому первісно вода зі сховища прямувала у правобережному гірському масиві, а після машинного залу тунель проходив під руслом Нідельви та випускав відпрацьований ресурс нижче за водоспад Nedre Leirfoss. В результаті нова ГЕС Братсберг почала використовувати все те падіння, де раніше були споруджені чотири станції (втім, останні також продовжували свою роботу).
Основне обладнання ГЕС Братсберг становлять дві турбіни типу Френсіс загальною потужністю 124 МВт, які при напорі у 147 метрів повинні забезпечувати виробництво 650 млн кВт-год електроенергії на рік.